# Batrachotomus
Batrachotomus (gr. "tallador de granotes”) és un gènere extint d'arcosaure pertanyent a l'ordre Rauisuchia. Mitjana prop de 6 metres de llarg. Va viure durant el Triàsic mitjà (Ladinià) d'Alemanya, fa prop de 230 milions d'anys; era possiblement un parent primerenc de Postosuchus.